# Christianisme à Singapour

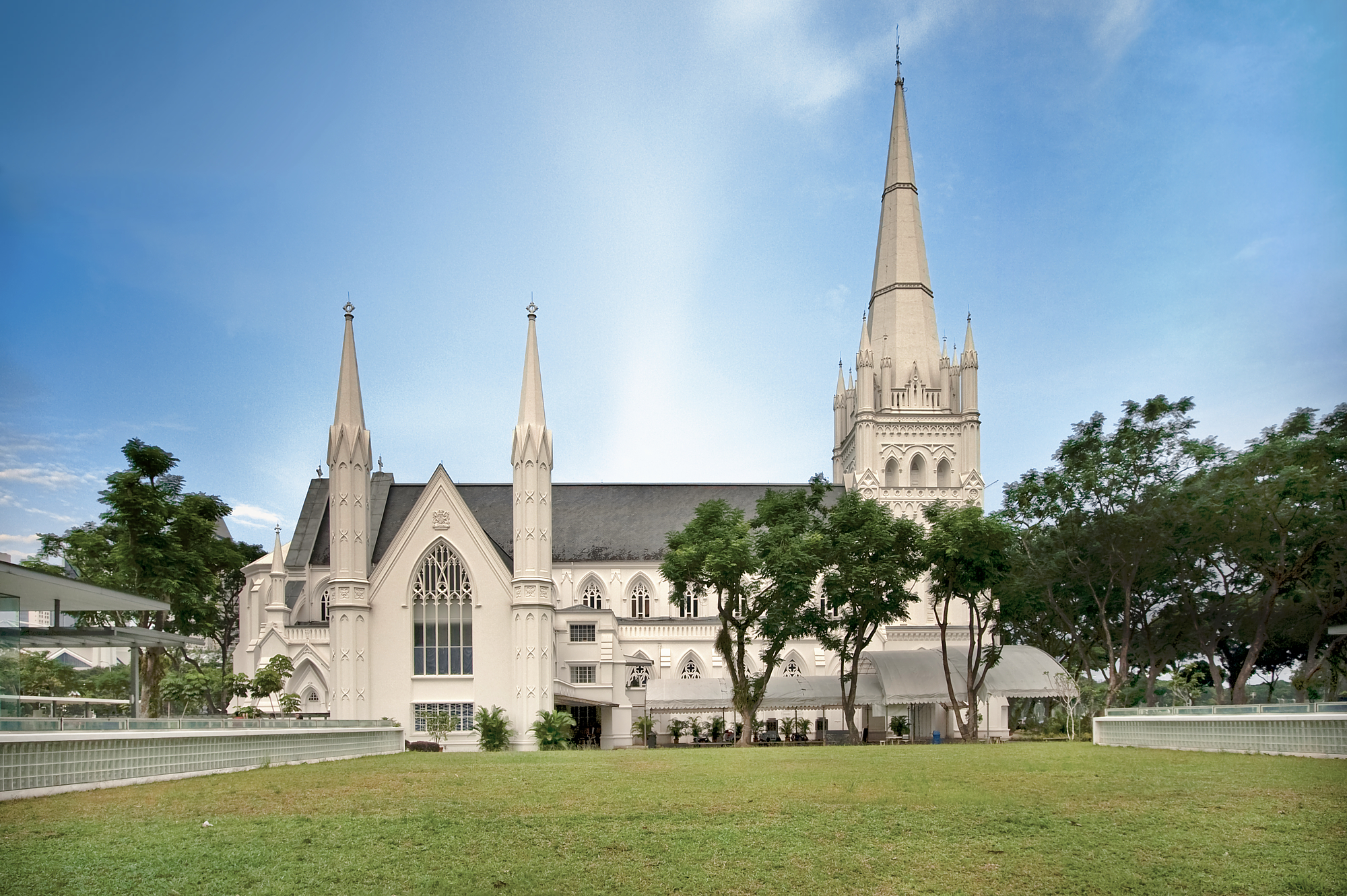
Cathédrale Saint Andrew (Singapour).

Le christianisme à Singapour concerne 19 % de la population résidente du pays, selon le dernier recensement réalisé en 2020. En 2020, 62,9 % se disaient « autres chrétiens », la plupart d'entre eux s'identifiant comme protestants, certains s'identifiant comme orthodoxes ou d'autres confessions chrétiennes minoritaires, 37,1 % comme catholiques.

## Catholicisme
Le catholicisme à Singapour trouve ses racines dans la présence portugaise en Asie. Le premier prêtre catholique serait arrivée en 1821, pour répondre aux besoins de la communauté grandissante composée en grande partie de colons britanniques et de quelques Chinois. Parmi les premières écoles missionnaires, la Congrégation du Saint-Enfant-Jésus, fondée en 1854, était confiée aux Sœurs de l'Enfant-Jésus.

## Christianisme évangélique
La Convention baptiste de Singapour a ses origines dans une mission chinoise en 1905 . En 1965, les églises sont devenues membres de la Convention baptiste de Malaisie. En 1971, la Singapore Baptist Churches Fellowship a été fondée. Elle a été fondée le 28 décembre 1974. Elle a fondé le Séminaire théologique baptiste, Singapour en 1983. Selon un recensement de l’association, en 2023 elle disait avoir 37 églises et 9,200 membres.